# Патия
Патия (бенг. পটিয়া, англ. Patiya) — город на юго-востоке Бангладеш, административный центр одноимённого подокруга. Площадь города равна 9,96 км². По данным переписи 2001 года, в городе проживало 47 625 человек, из которых мужчины составляли 55,83 %, женщины — соответственно 44,17 %. Плотность населения равнялась 4782 чел. на 1 км². Уровень грамотности населения составлял 62,8 % (при среднем по Бангладеш показателе 43,1 %). 